# Lucy (pel·lícula de 2014)
Lucy és una pel·lícula francesa en anglés de ciència-ficció i acció escrita i dirigida per Luc Besson i produïda per la seua esposa Virginie Besson-Silla per a la seua companyia EuropaCorp. La pel·lícula va ser filmada a Taipei, París, i Nova York. És protagonitzada per Scarlett Johansson, Morgan Freeman, Choi Min-sik, i Amr Waked. Johansson fa del personatge principal, una dona que guanya habilitats psicocinètices quan una droga nootròpica entra al seu flux sanguini. Ha estat subtitulada al català.
El film va ser estrenat el 25 de juliol 2014, i es va convertir en un èxit de taquilla, recaptant més de 463 milions de dòlars, 11 vegades el seu pressupost de 40 milions de dòlars. Va rebre crítiques positives, però també de negatives. Tot i que va rebre elogis per la seua temàtica, els visuals, i l'actuació de Johansson, diversos crítics van trobar la trama sense sentit, especialment el seu enfocament en el deu per cent del mite cerebral i les seues habilitats resultants.